# Minicreagris pumila
Genre
Espèce
Synonymes
- Microcreagris pumila Muchmore, 1969

Minicreagris pumila, unique représentant du genre Minicreagris, est une espèce de pseudoscorpions de la famille des Neobisiidae.

## Distribution
Cette espèce est endémique des  États-Unis. Elle se rencontre en Alabama, en Géorgie et au Tennessee.

## Description
Les mâles mesurent de 1,8 à 2,3 mm et la femelle 2,3 mm.

## Systématique et taxinomie
Cette espèce a été décrite sous le protonyme Microcreagris pumila par Muchmore en 1969. Elle est placée dans le genre Minicreagris par Ćurčić en 1989.

## Publications originales
- Muchmore, 1969 : New species and records of caveraicolous pseudoscorpions of the genus Microcreagris (Arachnida, Chelonethida, Neobisiidae, Ideobisiinae) American Museum Novitates, no 2392, p. 1-21 (texte original).
- Ćurčić, 1989 : Further revision of some North American false scorpions originally assigned to Microcreagris Balzan (Pseudoscorpiones, Neobisiidae). Journal of Arachnology, vol. 17, no 3, p. 351-362 (texte original).